# Kendall Fletcher
Kendall Lorraine Fletcher (Cary, Carolina del Norte; 6 de noviembre de 1984) es una futbolista estadounidense que juega como defensora en el Canberra United de la W-League australiana.
En Estados Unidos ha jugado en la NCAA con las North Carolina Tar Heels (2002-05), en la W-League con el Carolina Dynamo (2004), las New Jersey Wildcats (2005-07), las Jersey Sky Blues (2007) y las Pali Blues (2008), en la WPS con el Los Angeles Sol (2009), el Saint Louis Athletica (2009-10) y el Sky Blue FC (2010-12), y en la NWSL con el Seattle Reign (2014-2016). También ha jugado en Australia con las Central Coast Mariners (2009) y el Canberra United (2014-act), y en Suecia con el Vittsjö GIK (2012-13).
Ha jugado un partido con la selección estadounidense, en 2009.

## Estadísticas

### Clubes
| Club                     | País           | Año             |
| ------------------------ | -------------- | --------------- |
| Carolina Dynamo          | Estados Unidos | 2004            |
| New Jersey Wildcats      | Estados Unidos | 2005 - 2006     |
| Jersey Sky Blue          | Estados Unidos | 2007            |
| Pali Blues               | Estados Unidos | 2008            |
| Los Angeles Sol          | Estados Unidos | 2009            |
| Saint Louis Athletica    | Estados Unidos | 2009 - 2010     |
| Central Coast Mariners   | Australia      | 2009            |
| Sky Blue FC              | Estados Unidos | 2010 - 2012     |
| Melbourne Victory        | Australia      | 2010 - 2012     |
| Vittsjö GIK              | Suecia         | 2012 - 2013     |
| Canberra United FC       | Australia      | 2013 - 2014     |
| Seattle Reign FC         | Estados Unidos | 2014 - 2016     |
| Canberra United FC       | Australia      | 2014 - 2015     |
| Western Sydney Wanderers | Australia      | 2016 - 2017     |
| Sydney Uni SFC           | Australia      | 2017 - 2020     |
| Canberra United FC       | Australia      | 2017 - 2018     |
| Canberra United FC       | Australia      | 2020 - presente |